# Бригада охраны пограничья
Бригада охраны пограничья (пол. Brigada ochrony pogranicza, сокращённо B OP) — структурная единица Войск охраны пограничья в Польской Народной Республике.

## Образование бригад
Приказом Министра национальной обороны ПНР № 055 от 20 марта 1948 года была продолжена модернизация организационной структуры Войск охраны пограничья. Была изменена номенклатура отделов и подотделов Войск охраны пограничья, а в связи с изменениями условиями службы были также приспособлены все должности. В период до 1 мая 1948 года на базе отделов Войск охраны пограничья были образованы бригады охраны пограничья, которые подчинялись Главному инспекторату охраны пограничья (с 1 января 1950 года — Командованию ВОП).

## Организационная структура бригады
Данные приводятся по состоянию на 31 декабря 1948 года:
- командир бригады охраны пограничья
- отдел по воспитательной и политической работе
- штаб бригады
  - I отдел
  - II отдел
  - III отдел
  - IV отдел
  - V отдел
- VII отдел
  - I отделение (разведка)
  - II отделение (контрразведка)
  - III отделение (борьба против контрабанда)
  - регистрационное отделение
  - канцелярия
- квартирмейстерская служба
  - отдел транспортного сражения
  - отдел расквартирования и обслуживания
- прокуратура
- санитарная скорая служба
- ветеринарная амбулатория
- отдельные батальоны ОП (количество варьируется)
- контрольно-пропускные пункты[пол.] (количество варьируется)

## Бригады в 1948 году
- 4-я бригада охраны пограничья[пол.] (Гданьск)
- 6-я бригада охраны пограничья[пол.] (Любань)
- 7-я бригада охраны пограничья[пол.] (Кентшин)
- 8-я бригада охраны пограничья[пол.] (Щецин)
- 10-я бригада охраны пограничья[пол.] (Кросно-Оджаньске)
- 11-я бригада охраны пограничья[пол.] (Белосток)
- 12-я бригада охраны пограничья[пол.] (Кошалин)
- 13-я бригада охраны пограничья[пол.] (Хелм)
- 15-я бригада охраны пограничья[пол.] (Пшемысль)
- 19-я бригада охраны пограничья[пол.] (Краков)
- 21-я бригада охраны пограничья[пол.] (Гливице)
- 23-я бригада охраны пограничья[пол.] (Клодзко)